# (12007) Fermat
(12007) Fermat es un asteroide que forma parte del cinturón de asteroides y fue descubierto por Paul G. Comba desde el Observatorio de Prescott, Estados Unidos, el 11 de octubre de 1996.

## Designación y nombre
Fermat recibió al principio la designación de 1996 TD7.
Posteriormente, en 1999, se nombró en honor del jurista y matemático francés Pierre Fermat (1601-1665).

## Características orbitales
Fermat está situado a una distancia media del Sol de 2,26 ua, pudiendo alejarse hasta 2,486 ua y acercarse hasta 2,033 ua. Su excentricidad es 0,1003 y la inclinación orbital 6,365 grados. Emplea 1241 días en completar una órbita alrededor del Sol. El movimiento de Fermat sobre el fondo estelar es de 0,2901 grados por día.

## Características físicas
La magnitud absoluta de Fermat es 15,2.